# GVFS
GVFS é um substituto para o GnomeVFS, o GNOME Virtual File System. GVFS opcionalmente permite que os sistemas de arquivos virtuais suportados sejam montados através do FUSE.
GVFS consiste de duas partes: uma biblioteca compartilhada que é carregada pelas aplicações suportando GIO e o próprio GVFS, uma coleção de daemons que se comunicam uns com os outros e o módulo GIO sobre D-Bus. Isto move os sistemas de arquivos virtuais para fora dos processos clientes, diferentemente do GnomeVFS, mas algo semelhante a KIO.
Backends suportados incluem integração HAL, SFTP, FTP,WebDAV, SMB, ObexFTP, e suporte a montagem de arquivos (através de libarchive).
Desde julho de 2009, 107 dos 113 componentes GNOME registrados tem sido portados para GIO, a medida que se faz necessário suportar URIs GFVS. Para componentes que normalmente não suportam URIs GFVS, o módulo GVFS-Fuse é usado, o que dá caminhos absolutos para aplicações, montadas sob uma pasta no diretório home do usuário.